# Посёлок леспаркхоза Клязьминский
Посёлок леспаркхоза Клязьминский — населённый пункт в городском округе Мытищи Московской области России. 1994—2006 гг. — посёлок Виноградовского сельского округа Мытищинского района. Население — 85 чел. (2010).

## География
Расположен на севере Московской области, в юго-западной части Мытищинского района, примерно в 12 км к западу от центра города Мытищи и 6 км от Московской кольцевой автодороги. В 2 км к северу — Клязьминское водохранилище системы канала имени Москвы, в 3 км к западу — Дмитровское шоссе А104. Связан автобусным сообщением с районным центром и городом Москвой (маршруты № 31, 273, 302). Ближайшие населённые пункты — деревни Афанасово, Новогрязново и посёлок Новоалександрово.

## Население
| 2002 | 2010 |
| ---- | ---- |
| 94   | ↘85  |